# Macrobrachium australe
Macrobrachium australe är en kräftdjursart som först beskrevs av Félix Édouard Guérin-Méneville 1838.  Macrobrachium australe ingår i släktet Macrobrachium och familjen Palaemonidae. Inga underarter finns listade i Catalogue of Life.